# Otsweletse Moupo
Otsweletse Moupo es un abogado y político botsuano que ejerció como presidente del Frente Nacional de Botsuana (BNF), principal partido de la oposición del país africano, entre 2001 y 2010, sucediendo al liderazgo de larga data de Kenneth Koma. Fue candidato presidencial del partido en las elecciones generales de 2004 y 2009, en ambas perdiendo ante el gobernante y dominante Partido Democrático de Botsuana (BDP).
Tras el retiro de Kenneth Koma después de más de quince años en la presidencia del BNF, Moupo lideró una facción disidente con su liderazgo, el llamado «Concerned Group» (literalmente "Grupo Preocupado") y enfrentó al candidato respaldado por la «Línea Partidaria» de Koma, Peter Woto, obteniendo una sólida victoria y consagrándose como líder del BNF.
Las siguientes elecciones generales tuvieron lugar el 30 de octubre de 2004, con Moupo compitiendo como candidato del BNF. El BNF mejoró sus resultados respecto a las anteriores elecciones con el 26,06% del voto popular y 12 de los 57 escaños electos. Sin embargo, el partido continuó limitado a la región sur del país, no pudo consolidar su antiguo dominio sobre las áreas urbanas y el propio Moupo fracasó estruendosamente en resultar electo miembro del Parlamento en la circunscripción de Selibe Phikwe West, ubicándose tercero detrás del candidato del BDP, Kavis Kario, y de Gilson Saleshando, del BCP. Como resultado de esta derrota, Moupo se convirtió en el primer presidente del BNF que no asumió como líder de la Oposición en la Asamblea Nacional desde su fundación. Nehemiah Modubule, miembro del partido que había ejercido el cargo desde la renuncia de Koma en 2003, fue reelegido para ocuparlo por la siguiente legislatura. Tras la muerte de Paul Rantao en 2005, Moupo disputó su escaño en Gaborone West North el 15 de octubre del mismo año y obtuvo la victoria, resultando electo miembro del Parlamento.
El liderazgo de Moupo comenzó a desmoronarse cuando se vio aquejado por problemas personales, como su sonado divorcio en 2008 y una serie de cuestionamientos en torno a sus finanzas personales. En ese contexto, fue sorpresivamente derrotado por un candidato disidente, Letlhogonolo Maemo Bantsi, en las primarias del BNF en su circunscripción parlamentaria. Un grupo considerable de miembros del partido, agrupados en la «Plataforma Temporal», exigió la dimisión de Moupo y lo responsabilizó por su declive electoral. No obstante, rechazó los llamados a renunciar y volvió a competir como candidato presidencial en las elecciones de 2009, aunque no se presentó como candidato a miembro del Parlamento. Aunque conservó el liderazgo de la Oposición y el segundo puesto en voto popular y número de escaños, el BNF sufrió un duro revés al obtener solo 6 escaños parlamentarios y un 21,94% del voto popular, su peor resultado desde 1984. Moupo no renunció después de esta debacle, pero decidió no buscar retener el liderazgo del partido y fue sucedido en julio de 2010 por Duma Boko, que llevaría al BNF a fundar la coalición Paraguas para el Cambio Democrático (UDC). Moupo se retiró de la política activa y continúa dedicándose a la abogacía.
Moupo se casó con su esposa, Grace Moupo, en 1986. Se divorciaron en agosto de 2008.